# كازويوشي ناكامورا
كازويوشي ناكامورا (باليابانية: 中村 一義) (8 أبريل 1955 في فوجيدا في اليابان – )؛ هو لاعب كرة قدم ياباني سابق كان يلعب كمهاجم. سبق له أن لعب مع منتخب اليابان.

## وصلات خارجية
- كازويوشي ناكامورا على موقع ناشيونال فوتبول تيمز (الإنجليزية)

- National Football Teams
- Japan National Football Team Database